# InFAMOUS Second Son
『inFAMOUS Second Son』（インファマス セカンドサン）は、サッカーパンチプロダクションズが開発し、北米では2014年3月21日、日本では2014年5月22日にソニー・コンピュータエンタテインメント（SCE）より発売されたPlayStation 4専用アクションゲーム。

## 概要
『INFAMOUS〜悪名高き男〜』『InFAMOUS 2』同様、突然超能力を得た男を主人公とするシリーズ3作目。
プレイヤーは主人公のデルシンを操り、シアトルを支配する敵組織D.U.P.が各区画に設けた移動司令部を超能力で破壊するとともに、様々なサブミッションをクリアすることでD.U.P.の支配率を下げていく。そして決戦ミッションをクリアすることで区画が解放され、ストーリーが進行する。フィールドに存在する「シャード」を集めることで超能力の威力は増し、ストーリーの進行につれてデルシンは新たな超能力が使えるようになる。
過去作と同様にプレイヤーは作中で善悪二通りの選択を迫られ、その選択によってストーリー展開が二通りに分岐する。
フィールドマップは広大で、PS4のパワーによりシアトルの街並みが緻密に表現されている。

## ストーリー
「コンジット」と呼ばれる超能力者が次々と現れた現代アメリカが舞台。コンジットは社会の脅威と見なされ、統一保護局（D.U.P.）という政府機関が収容・監禁を行っていた。
主人公のデルシンはある日、逃走したコンジットに接触したことをきっかけとしてコンジットとなる。そして逃走したコンジットを追ってD.U.P.がデルシンの住む村にやってくる。デルシンは能力を隠そうとするが露見し、彼をかばった村人はD.U.P.の最高責任者オーグスティンの能力により身体の一部をコンクリートに変えられてしまう。
村人の身体を元に戻すためには、デルシンがオーグスティンから能力をコピーするしかない。逃亡したデルシンはD.U.P.の拠点であるシアトルに向かい、D.U.P.との戦いを始める。

## 登場人物
デルシン・ロウ
声 - 日本語：阪口周平
本作の主人公。24歳ながら悪ガキと形容されるいたずら好きでお調子者の青年。突如コンジットとして目覚め、D.U.P.に追われることになる。
レジー・ロウ
声 - 日本語：森川智之
デルシンの兄で、堅物の警察官。デルシンへの小言は絶えないが、一方でデルシンの逃走と戦いを支援するなど弟想い。
ブルック・オーグスティン
声 - 日本語：藤本喜久子
D.U.P.の最高責任者。コンジットを追うD.U.P.に所属していながら、自身も「コンクリート」の能力を持つコンジットでもある。
フェッチ / アビゲイル・ウォーカー
声 - 日本語：大原さやか
「First Light」の主人公。「ネオン」という能力を持つコンジットの女。元麻薬中毒者であり、麻薬組織により兄・ブレントを失ったことから組織への復讐心に燃えている。
ハンク / ヘンリー・ドートリー
声 - 日本語：高瀬右光
「スモーク」の能力を持つコンジット。44歳。娘がいる。軍事刑務所への移送中に逃走した彼と接触したことでデルシンはコンジットとして目覚めることとなる。
ユージーン・シムズ
声 - 日本語：木村良平
「ビデオ」の能力を持つコンジット。ハンクやフェッチとともに逃走したコンジットの1人。ゲームオタクで、能力もモニターからゲームのデータを具現化して天使や悪魔を呼び出すというもの。普段は気弱な性格だが、能力で巨大な天使に変身した際は自信に満ち溢れた尊大な口調となる。
ベティ
声 - 日本語：滝沢ロコ
アコーミッシュ部族の老女で、ロウ兄弟とも親しい間柄。「仲間を守る」という部族の誇りを大切にしている。
レイモンド・ウルフ
DLC「コールの遺産」に登場。前作に登場したセバスチャン・ウルフ博士の弟。エンパイアシティーの一件を世間に広めた記者であり、デルシンに接触を図る。
ジーク・ダンバー
声 - 日本語：島田敏
前作までの主人公コール・マグラスの長年の相棒。DLC「コールの遺産」に音声のみで登場する。

## inFAMOUS First Light
2014年8月26日、欧米市場向けに『inFAMOUS First Light』が発売された。これは『inFAMOUS Second Son』のDLCであるが、単体でもプレイできる。フェッチが主人公となり、キャンペーンモードでは本編の前日譚が描かれ、「Battle Arena」モードでは押し寄せてくる敵を倒し続けるゲームが提供される。

### First Lightのみの登場人物
ブレント・ウォーカー
声 - 日本語：大原崇
フェッチの兄。ギャング団「アクラ」に誘拐される。
シェーン
声 - 日本語：野島裕史
ギャング団「アクラ」と麻薬のディーラーを取りまとめる犯罪者。フェッチとブレントを追い詰める。